# シンバルモンキー
シンバルモンキーは、松竹芸能所属のお笑いコンビ。

## メンバー
イオリ・ジャンバック（1993年5月30日（32歳））
ボケ担当。漫才の際にジャンベを担いでいる。
香川県高松市出身。本名：山本 伊織（やまもと いおり）。
身長171cm 体重68kg
大阪芸術大学音楽学科卒業。
趣味・特技：打楽器全般、ギター、ストリートダンス、ブレイクダンス、ラップ、アプリゲームの制作（プログラミング）、絵を描く。バックパッカーの経験があり、チップを稼ぐためにジャンベの演奏をしていた。
高校生の頃にハイスクールマンザイに挑戦していた経験がある。
かつて吉本興業に所属していた（後述）。
デビュー初期は芸名を「イオリ」としていたが、2021年のライブ後に良元カルビ（元ハノーバー）に改名を促され、複数芸人の会議の末に現在の名前に改名した。
ジンリキ（1994年3月23日（31歳））
ツッコミ担当。
香川県高松市出身。本名：原田 崇大（はらだ たかひろ）。
身長171cm 体重68kg
趣味・特技：競馬、競艇、うどん作り、野球、英語（アメリカに1年程留学していた）、人力車。
野球が得意で、大学は野球推薦で入学したが、入学後に退部した。
19歳の時に京都の嵐山で人力車のアルバイトを始めたことをきっかけに俥夫経験を積み、22歳の時に自前の人力車を200万円で購入、その後大阪・通天閣で人力車の個人事業主をしている。そのため新世界の観光地に詳しい。
危険物取扱者乙4種の資格を保有。
デビュー初期は名前を「原田タカヒロ」としていたが、2021年6月に現在の名前に改名。命名はおーちゃん（元バビロン）。
オリックス・バファローズのファン。比嘉幹貴のモノマネ芸人「比嘉モドキ」としても活動しており、特にバファローズのイベントに出演する際にはこのキャラクターで登場する。

## 概要・略歴
出会いは小学校の同級生。仲良くなったのは中学3年で同じクラスになったことがきっかけ。同級生と一緒に漫才をしたりバンドを組んでいた。高校は別々の学校へ進学した。
イオリは高校の同級生とハイスクールマンザイに挑戦したり、大学進学後も事務所オーディションに挑戦するなど、プロのお笑い芸人を目指していた。大学3回生の時に大学の同級生でNSC大阪校35期の中村光希に声を掛けられ、2014年12月に「ぷくぷくバズーカ」を結成、吉本興業に所属した。この時は、ジンリキも観客として舞台を観覧していた。後に相方の引退でコンビは解散。これを機に一度お笑いからは足を洗い、新卒で就職してサラリーマンになる。
ジンリキは大学時代の19歳の時に、人力車のアルバイトをしたことがきっかけで車夫になる。一時アメリカへ留学、帰国後に改めて人力車の自営業で大阪・新世界を拠点に活動するようになる。新世界で働いていた際に、同じく新世界で働く若手芸人との交流があり、またアルバイトとして芸人を雇うこともあったため、芸人との繋がりがあった。
2020年頃、再びお笑いをやりたくなったイオリがジンリキに話を持ちかけ、コンビを結成。しかしこの頃はコロナ禍で舞台が全く無く、初舞台は同年7月11日のインディーズライブであった。2021年4月、ライブスペース「舞台袖」のオーナーである加藤進之介からの持ち掛けで、お笑いユニット「WEST ANTS」に加入。WEST ANTSのユニットライブをきっかけに、現在のジャンベを使った音曲漫才を本格的に始めるようになる。
2022年5月17日、松竹芸能大阪への所属を発表。2024年、ABCお笑いグランプリの準決勝に進出。2025年4月より東京進出で、松竹芸能東京所属になった。なお、ジンリキが自前の人力車を東京に運ぶことができないという理由で大阪に居住を残し、またオリックス・バファローズの仕事の関係もあるということで、東京と大阪の2拠点での活動をしていくことを報告した。

## エピソード
- 「シンバルモンキー」というコンビ名は、イオリが前コンビでも使っていたため、現コンビでは2代目に当たるという[2]。

## 芸風
主にジャンべを用いた音曲漫才を演じる。元々は讃岐弁を活かした漫才をしていたが、コントで披露していたジャンベの演奏を漫才にも持ち込んだ。大阪で同じようにジャンベを演奏する芸人としてボマちゃん（大乱ポゥ!ボマッシュブラ坊主!）がおり、YouTubeで対談をしたこともある。

## 賞レースの成績

### M-1グランプリ
| 年度             | 結果      | エントリーNo. | 会場                   | 日時     | 備考          |
| ---------------- | --------- | ------------- | ---------------------- | -------- | ------------- |
| 2020年（第16回） | 1回戦敗退 | 2411          | 朝日生命ホール         | 8月24日  |               |
| 2021年（第17回） | 2回戦進出 | 93            | 森ノ宮よしもと漫才劇場 | 10月8日  |               |
| 2022年（第18回） | 3回戦進出 | 569           | よしもと漫才劇場       | 10月24日 | 2回戦追加合格 |
| 2023年（第19回） | 3回戦進出 | 1187          | よしもと祇園花月       | 10月29日 |               |
| 2024年（第20回） | 3回戦進出 | 5             | よしもと祇園花月       | 10月27日 |               |
| 2025年（第21回） |           | 228           |                        |          |               |

### その他賞レースの成績
- 2021年 関西演芸しゃべくり話芸大賞 奨励賞
- 2022年 R-1グランプリ 準々決勝進出（イオリ・ジャンバックのみ）
- 2024年 ABCお笑いグランプリ 準決勝進出

## 出演

### テレビ
- 千鳥のクセスゴ!（フジテレビ、2023年12月17日）
- 目指せARE! アスリートvs芸能人ガチ対決＆祝ARE! 阪神V戦士おもてなしSP（関西テレビ、2023年12月30日、2024年）- ジンリキのみ（第18回、19回 関西駅伝No.1決定戦）
- 土曜のあさはほめるちゃん（毎日放送、2024年）- ジンリキ俥夫として
- 痛快!明石家電視台（毎日放送、2025年2月8日）
- 走れ!みつくに社長（テレビ大阪）
- 関西トレンド最前線 ツギ推し!（NHK大阪、2025年1月31日） - VTR出演
- newsおかえり（朝日放送、2025年7月11日）- ジンリキのみ、VTR出演（「街なか天才ベストバイ」コーナー内）

### ラジオ
- お笑いライブハウス「楽屋A」ラジオ選抜芸人の逆襲（MBSラジオ、2022年6月26日）[15]
- MBSベースボールパーク番外編（MBSラジオ、2022年8月28日）
- ナイツ ザ・ラジオショー（ニッポン放送、2022年11月9日）
- 上方演芸会（NHKラジオ第1放送、2024年9月21日、2024年10月5日）
- 新春初笑い特別番組 『新春松竹駅伝 松竹芸人大集合 かみチキボルトのなんのこっちゃねーん!』（MBSラジオ、2025年1月2日）
- 松井愛のすこ〜し愛して★（MBSラジオ、2025年8月9日）